# Gmina Gjoricë
Gmina Gjoricë (alb. Komuna Gjoricë) – gmina  położona w środkowej części Albanii. Administracyjnie należy do okręgu Bulqiza w obwodzie Dibra. W 2011 roku populacja gminy wynosiła 4214 w tym 2070 kobiet oraz 2769 mężczyzn, z czego Albańczycy stanowili 88,70% mieszkańców. Od wschodu gmina graniczy z Macedonią.
W skład gminy wchodzi pięć miejscowości: Gjoricë e Sipërme, Gjoricë e Poshtme, Çerenec i Sipërm, Çerenec i Poshtëm, Vicisht, Lubalesh.